# Vegard Ulvang
Vegard Ulvang, född 10 oktober 1963 i Kirkenes i Sør-Varangers kommun i Norge, är en norsk tidigare längdskidåkare som tillhörde världseliten under 1980-talets slut och 1990-talets början.
Han vann herrarnas världscup säsongen 1989/1990, faktiskt utan att vinna en enda deltävling. I olympiska vinterspelen 1992 i Albertville i Frankrike vann han guld på herrarnas 10 och 30 kilometer samt i stafett.
Efter sina OS-guld i Albertville 1992 mottog Ulvang Norska sportjournalisternas statyett.

## Efter karriären
Efter skidkarriären har Ulvang utvecklat sin egen klädkollektion, Ulvang, med tonvikt på ylleunderkläder för friluftslivsbruk. Han har också medverkat i det norska TV-programmet Gutta på tur tillsammans med bland andra Bjørn Dæhlie. I maj 2006 blev han vald till ny ordförande för längdåkningskommittén i FIS. 2009 vann han Kirkenesloppet på tiden 25.23 (Källa: Sör-Varanger Avis, 4 augusti)